# 대한민국 형사소송법 제101조
대한민국 형사소송법 제101조는 구속의 집행정지에 대한 형사소송법의 조문이다.

## 조문
제101조(구속의 집행정지) ① 법원은 상당한 이유가 있는 때에는 결정으로 구속된 피고인을 친족·보호단체 기타 적당한 자에게 부탁하거나 피고인의 주거를 제한하여 구속의 집행을 정지할 수 있다.
②전항의 결정을 함에는 검사의 의견을 물어야 한다. 단, 급속을 요하는 경우에는 그러하지 아니하다.
③ 삭제 < 위헌>
④헌법 제44조에 의하여 구속된 국회의원에 대한 석방요구가 있으면 당연히 구속영장의 집행이 정지된다. <개정 1980.12.18, 1987.11.28>
⑤전항의 석방요구의 통고를 받은 검찰총장은 즉시 석방을 지휘하고 그 사유를 수소법원에 통지하여야 한다. [전문개정 1973.1.25]

## 해설

### 형사소송법상 검사의 의견을 물어야 하는 경우
- 구속집행정지결정을 할 경우(제101조 제2항)
- 심신상실로 인한 공판절차정지결정을 할 경우(제306조 제1항)
- 간이공판절차의 결정을 취소한 경우(제286조의3) 보석에 관한 결정을 할 경우(제97조 제1항)
- 구속을 취소할 경우(제97조 제2항)

### 형사소송법상 검사의 의견을 물어야 하는 경우에 대한 예외
- 보석에는 예외조항은 없음
- 구속취소결정에는 검사의 청구에 의하거나 급속을 요하는 경우의 예외(제97조 제2항)
- 구속집행정지결정에는 급속을 요하는 경우의 예외(제101조 제2항)

## 참고 문헌
- 손동권 신이철, 새로운 형사소송법(초판, 2013), 세창, 2013. ISBN 9788984114081

## 같이 보기
- 집행정지
- 구속
- 불체포특권